# Jo Vonlanthen
Joseph Vonlanthen, detto Jo (Sankt Ursen, 31 maggio 1942), è un ex pilota automobilistico svizzero.

## Carriera

### Gli inizi
Proveniente da una famiglia contadina, Vonlanthen inizialmente si interessò all'atletica, tanto che nel 1963 divenne campione nazionale nella categoria 5000 metri piani. Nonostante il suo amore per le corse fece il suo debutto solamente nel 1966, in una gara di durata. Dopo questa sua apparizione, per due anni, non prese più parte a nessun evento automobilistico. Nel 1968, però, prese parte al campionato di Formula Vee e l'anno seguente in Formula 3. Visto comunque il divieto di disputare corse automobilistiche sul territorio svizzero, come conseguenza della tragedia avvenuta alla 24 Ore di Le Mans del 1955, fu costretto ad emigrare in Germania. Dopo aver iniziato l'anno guidando una Brabham BT15 acquistò una Tecno e i suoi risultati cominciarono a migliorare, culminando con una vittoria a Triesen in una gara in salita.
Negli anni seguenti continuò la sua buona progressione e nel 1972 era divenuto campione svizzero di Formula 3. Prese poi parte anche ad altri eventi in Europa rappresentando il suo Paese, pur senza brillare particolarmente. Nel 1973 riuscì a trovare quindi i soldi necessari per passare alla Formula 2. Nella categoria, però, trovò inizialmente alcune difficoltà, dovute soprattutto al fatto che le gare erano articolate su due manche e, soprattutto, alla scarsa affidabilità della vettura. Ottenne solamente un terzo posto a Vallelunga e si classificò ventesimo nel campionato europeo. Maggiori i suoi successi nell'omonimo campionato svizzero, in cui riuscì anche ad imporsi in una gara. L'anno seguente, nonostante i cambiamenti di motore e vettura i problemi tecnici continuarono ad affliggerlo e riuscì a trovare continuità solamente verso la fine del campionato. Al contrario, il 1975 iniziò molto bene per Vonlanthen, con un secondo posto ad Estoril a bordo di una March 742 dietro a Jacques Laffite, ma successivamente, anche a seguito di un cambio della vettura, i suoi risultati peggiorarono. Lo svizzero, avendo comunque trovato i soldi necessari per debuttare in Formula 1, saltò le ultime gare della stagione e concluse il suo campionato con sei punti totali.

### Formula 1
Frank Williams, infatti, in quel periodo gestiva un suo team, di cui la seconda vettura era in affitto a piloti che volevano disputare gare di Formula 1. Vonlanthen riuscì ad assicurarsi il posto per il Gran Premio d'Austria e il successivo Gran Premio di Digione, quest'ultimo fuori dal calendario ufficiale. Senza alcun tipo di test alle spalle e con una vettura scarsamente potente fallì la qualificazione, ma un grave incidente occorso a Wilson Fittipaldi e la morte di Mark Donohue fecero sì che potesse essere ammesso sulla griglia di partenza. Fu comunque costretto al ritiro dopo che era riuscito a guadagnare alcune posizioni anche grazie alla pioggia che cadeva copiosamente durante la gara. La settimana seguente disputò a Digione la sua ultima corsa in Formula 1, conclusa anch'essa con un ritiro.

#### Risultati completi
| 1975 | Scuderia                   | Vettura |  |  |  |  |  |  |  |  |  |  |  |     |  |  |  | Punti | Pos. |
| ---- | -------------------------- | ------- |  |  |  |  |  |  |  |  |  |  |  | --- |  |  |  | ----- | ---- |
| 1975 | Frank Williams Racing Cars | FW03    |  |  |  |  |  |  |  |  |  |  |  | Rit |  |  |  | 0     |      |

| Legenda | 1º posto     | 2º posto | 3º posto    | A punti         | Senza punti/Non class.  | Grassetto – Pole position Corsivo – Giro più veloce |
| Legenda | Squalificato | Ritirato | Non partito | Non qualificato | Solo prove/Terzo pilota | Grassetto – Pole position Corsivo – Giro più veloce |

### Dopo la Formula 1
Terminata l'esperienza in Formula 1, la sua carriera terminò brevemente: nel 1976 prese parte ad alcuni eventi di Formula 2 prima di ritirarsi definitivamente. Dopo il suo ritiro ha gestito corsi di formazione di guida ed è in possesso di una delle maggiori collezioni private di auto storiche di Formula 1. Inoltre risulta tra i maggiori promotori di esibizioni automobilistiche in Europa.

## Vita privata
Sposato con Christine, dal 1988 vive a Brione Verzasca, nei pressi di Locarno.